# Hart van de Winter
Hart van de Winter is het negende deel in de epische fantasyserie Het Rad des Tijds, geschreven door de Amerikaanse schrijver Robert Jordan.
Deze serie gaat over vijf jonge mensen uit het vredige dorp Emondsveld die het middelpunt worden van een vernietigende reeks gebeurtenissen die de wereld veranderen.
De oorspronkelijke titel van het boek is 'Winter's heart', uitgegeven in 2000.

## Inhoud
Na Perijns terugkeer van de 'Profeet' Masema, komt hij te weten dat zijn vrouw, Faile, koningin Alliandre van Geldan en Maighdin gevangen zijn genomen door de Shaido-Aiel. Perijn besluit haar met de hulp van de Profeet te redden.
Ondertussen probeert Elayne een stevige greep te krijgen op de troon van Andor. Maar ze heeft nog andere problemen. Ze heeft verschillende groepen geleidsters onder haar hoede, moet haar beloften met het Zeevolk nakomen en instaan voor de gevangengenomen Seanchaanse Damane en Sul'dam. Alsof dit nog niet genoeg is, wordt ze opgeroepen door de Aielwijzen om Eerstezuster te worden met Aviendha en tot slot moet ze nog een overeenkomst sluiten met de legers uit de Grenslanden ten noorden van Andor.
Mart probeert nog altijd weg te geraken uit het door de Seanchanen ingenomen Ebo Dar. Hij smokkelt zijn bezittingen uit het paleis naar een herberg. Daar maakt de belofte om drie Aes Sedai de stad uit te brengen.
Met de hulp van Egeanin, Baile Domon, Thom Merrilin en Juilin Sandar slaagt hij erin binnen te dringen in de Damanehokken om twee Aes Sedai te redden. Later vindt Mart eindelijk de Dochter van de Negen Manen, Tuon, een Seanchaanse van het Hoge Bloed. Mart neemt haar mee met tijdens zijn vluchtpoging.
Na een moordaanslag op het Zonnepaleis in Cairhien, reizen Rhand en Min naar plaatsen over de hele wereld om valstrikken uit te zetten. Ze reizen ook naar Elayne, Aviendha en Nynaeve in Caemlin. Elayne bindt Rhand als zwaardhand van zichzelf, Aviendha en Min. Daarna neemt hij Nynaeve mee voor een belangrijke opdracht. Maar eerst gaat hij naar Far Madding om zijn achtervolgers uit te schakelen. Door wordt hij gevonden door Cadsuane Sedai. Rhand biedt zijn excuses aan haar aan en neemt haar als raadvrouwe.
Dan reizen ze naar Shadar Logoth om met behulp van de Choedan Kal, twee sterke Sa'angrealen, de smet op Saidin proberen te reinigen. Een zeer complexe taak waarbij zoveel van de Ene Kracht wordt gebruikt dat vijf van de resterende Verzakers worden aangetrokken. Toch wordt de smet op Saidin gereinigd en Osan'gar wordt gedood.
Het Oog van de Wereld · De Grote Jacht · De Herrezen Draak · De Komst van de Schaduw · Vuur uit de Hemel · Heer van Chaos · Een Kroon van Zwaarden · Het Pad der Dolken · Hart van de Winter · Viersprong van de Schemer · Mes van Dromen · De Naderende Storm · De Torens van Middernacht · Het Licht van Weleer — 
Prequel: Een Nieuw Begin